# Abraxas adilluminata
Abraxas adilluminata, en chino simplificado, 巨翅金星尺蛾 ("Polilla Venus de alas gigantes"), es una especie de polilla de la familia Geometridae. La especie fue descrita por primera vez por el Lepidopterólogo japonés Hiroshi Inoue habiendo sido descrita en 1984, con distribución endémica en la isla de Taiwán. El holotipo de la especie fue descrita en el sector Wushe, en el municipio montañoso de Ren'ai. Vive en bosques nativos a altitudes medias y se le ve ocasionalmente.

## Descripción
Es una polilla mediana, las alas anteriores miden 22 milímetros (0,9 plg) de largo. La cabeza y el cuerpo son de color amarillo oscuro con numerosas manchas negras. Las alas anteriores son anchas, con la base color amarillo oscuro con manchas oscuras desde la base hasta la subbase, y manchas grises concentradas en la parte media y posterior del cuerpo del ala, con manchas amarillas cerca del borde interior de la sección media posterior. Las alas posteriores son anchas, con manchas dispuestas en un arco en la sección media posterior, con manchas amarillas cerca del borde interior y manchas grises en el borde exterior.